# Stefán Kristjánsson (Skirennläufer)
Stefán Kristjánsson (* 30. Juni 1924 in Ísafjörður; † 1. September 1990 in Reykjavík) war ein isländischer Skirennläufer.

## Karriere
Stefán Kristjánsson nahm an den Olympischen Winterspielen 1952 und 1956 teil. Beide Male startete er sowohl im Slalom als auch im Riesenslalom. Darüber hinaus ging er 1952 auch im Abfahrtslauf an den Start.